# Comuna Popove, Novi Sanjarî
Popove (în ucraineană Попове) este o comună în raionul Novi Sanjarî, regiunea Poltava, Ucraina, formată din satele Beceve și Popove (reședința).

## Demografie
Componența lingvistică a comunei Popove
     Ucraineană (97,71%)
     Rusă (1,78%)
     Alte limbi (0,51%)
Conform recensământului din 2001, majoritatea populației comunei Popove era vorbitoare de ucraineană (97,71%), existând în minoritate și vorbitori de rusă (1,78%).